# Prowincja L’Aquila
Prowincja L’Aquila (wł. Provincia dell'Aquila) – prowincja we Włoszech, z siedzibą zlokalizowaną w L’Aquili.
Nadrzędną jednostką podziału administracyjnego jest region (tu: Abruzja), a podrzędną jest gmina.
Liczba gmin w prowincji: 108.

## Geografia
Prowincja zajmuje prawie połowę regionu Abruzja, będąc jednocześnie jedyną prowincją w regionie bez dostępu do Morza Adriatyckiego.  Na północy leży prowincja Teramo, na wschodzie prowincje Pescara i Chieti, na południu region Molise, a na zachodzie region Lacjum. To najbardziej górzysta prowincja regionu, w której znajdują się najwyższe pasma Apeninów: Gran Sasso, Majella i Sirente-Velino, w tym najwyższy punkt – Corno Grande i najbardziej na południe wysunięty lodowiec w Europie – Calderone. Nazwa prowincji oznacza po włosku „Orzeł”.
Gmina Barrea jest siedzibą władz Parku Narodowego Abruzji, Lacjum i Molise, najstarszego parku narodowego w kraju. Park Narodowy Majella, położony głównie w sąsiedniej prowincji Chieti, obejmuje drugi najwyższy szczyt Apeninów, górę Amaro. Przez Park Regionalny Sirente-Velino przepływa najzimniejsza rzeka we Włoszech, Pescara. Kolejnym obszarem chronionym jest Rezerwat Przyrody Zompo lo Schioppo.
Prowincję nawiedzają poważne trzęsienia ziemi. 13 stycznia 1915 roku, podczas największego trzęsienia ziemi w historii Włoch, miasto Avezzano, położone wcześniej nad brzegiem dawnego jeziora Fucino, zostało niemal doszczętnie zniszczone, zginęło ponad 12 tysięcy osób. Później miasto zostało całkowicie odbudowane.  Trzęsienie ziemi, które miało miejsce 6 kwietnia 2009 r., niemal całkowicie zniszczyło miasto L’Aquila.

## Historia
Nazwa „Abruzja” (wł. Abruzzo, dawniej Abruzzi) pochodzi od ludu Pretutów, którego nazwa przekłamana na Aprutynowie została przekazana temu regionowi.
Miasto L’Aquila zostało założone w XIII wieku wraz z przemieszczeniem się ludności z 99 okolicznych wiosek.

## Główne gminy
| #   | Nazwa gminy      | Populacja (2022) | Powierzchnia (km²) |
| --- | ---------------- | ---------------- | ------------------ |
| 1.  | L’Aquila         | 69 558           | 466,87             |
| 2.  | Avezzano         | 40 661           | 104,08             |
| 3.  | Sulmona          | 22 175           | 58,33              |
| 4.  | Celano           | 10 186           | 91                 |
| 5.  | Pratola Peligna  | 7039             | 28,27              |
| 6.  | Tagliacozzo      | 6436             | 89,40              |
| 7.  | Castel di Sangro | 6294             | 84,44              |
| 8.  | Trasacco         | 5932             | 51,4               |
| 9.  | Luco dei Marsi   | 5202             | 44,87              |
| 10. | Carsoli          | 5007             | 59,80              |
| 11. | Capistrello      | 4750             | 60,97              |